# Основни народни конгрес
Основни народни конгреси (арап. موتمر شعبي اساسي — Mu'tamar shaʿbi asāsi) били су изворни носиоци суверенитета и власти у Великој Социјалистичкој Народној Либијској Арапској Џамахирији. Састављали су их сви пунољетни либијски грађани.

## Дјелокруг
Административне границе основних народних конгреса је одређивао Секретаријат Општег народног конгреса у координацији са Општим народним комитетом.
По Закону бр. (1) о народним конгресима и народним комитетима (2007) основни народни конгреси су:
- утврђивали опште политике, доносили законе и одлучивали у свим областима;
- одобравали економске и социјалне планове и опште буџете;
- бирали своје секретаријате, као и извршне и надзорне народне комитете;
- креирали спољну политику и ратификовали уговоре и споразуме закључене између Либијске Џамахирије и других држава;[2]
- одлучивали о рату и миру.

Препоруке и предлози синдиката, удружења послодаваца и струковних удружења, који су се састајали на позив Секретаријата Општег народног конгреса, слали су се основним народним конгресима како би били укључени у њихов дневни ред.

## Секретаријати
Основни народни конгреси су бирали своје секретаријате (руководећа тијела). Састављали су их: секретари и замјеници секретара основних народних конгреса, секретари за послове народних комитета, секретари за питања жена и секретари за културна питања и мобилизацију маса.
По Уредби о извршењу Закона бр. (1) о народним конгресима и народним комитетима (2007) секретаријати основних народних конгреса су:
- надгледали спровођење одлука основних народних конгреса;
- у координацији са секретаријатима општинских народних конгреса позивали су комуне, које су улазиле у састав основних народних конгреса, да се састану;
- сакупљали одлуке комуна;
- надгледали чланове ресора основних народних конгреса.

По Закону бр. (1) о народним конгресима и народним комитетима (2001) постојао је и Генерални секретаријат основних народних конгреса. Састављали су га: Секретаријат Општег народног конгреса, секретари општинских народних конгреса и секретари основних народних конгреса.